# Anteprima

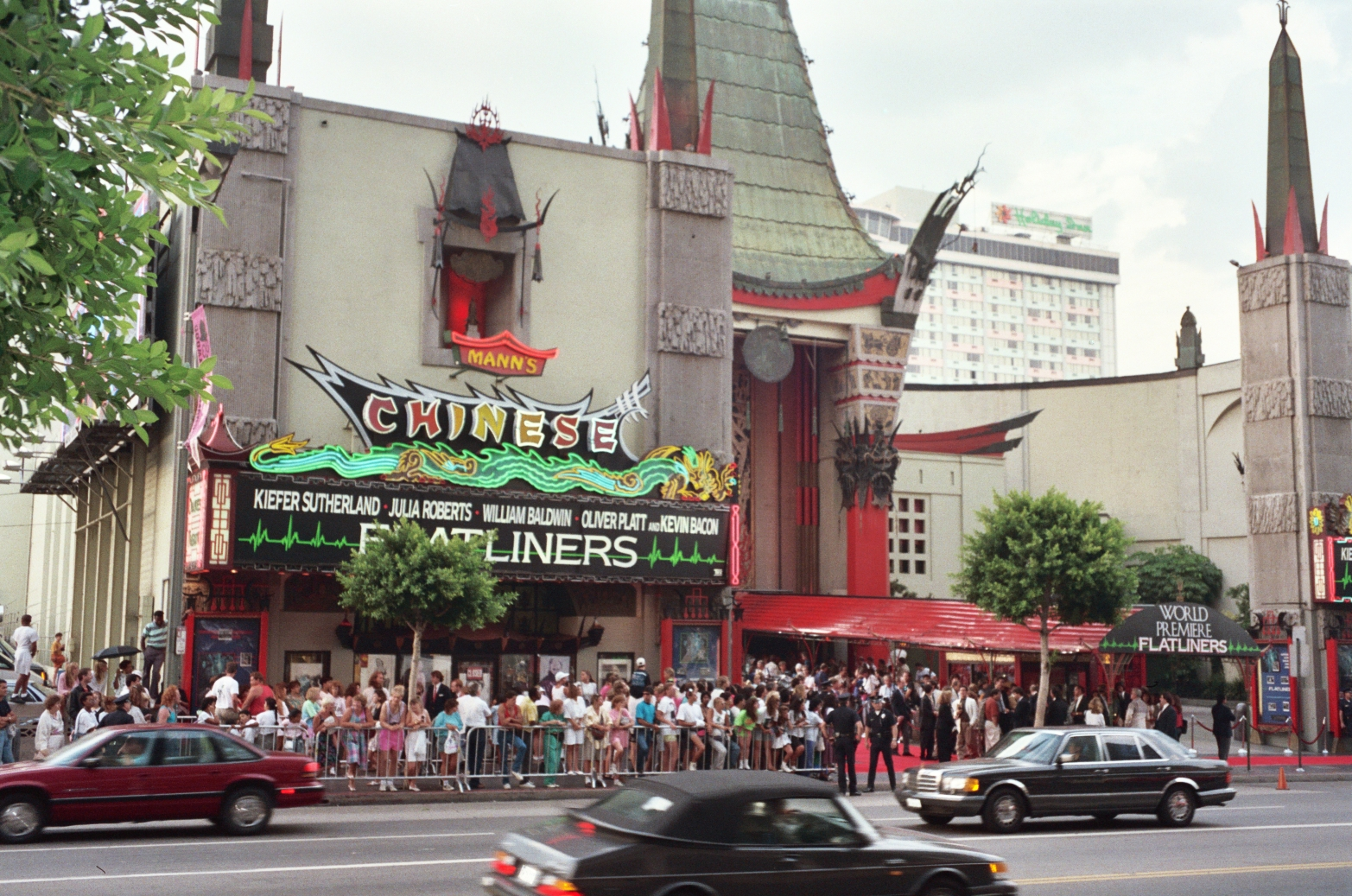
Anteprima del film Linea mortale, al TCL Chinese Theatre di Hollywood

Con anteprima si possono definire due diversi tipi di evento nel mondo dello spettacolo. 
In senso stretto, l'anteprima è una rappresentazione di un film, di un'opera teatrale, di un musical o di un altro progetto culturale simile che avviene precedentemente alla sua prima rappresentazione pubblica e che è riservata a un gruppo particolare, come ad esempio a giornalisti o a critici cinematografici o teatrali.
In senso lato la parola anteprima indica generalmente - ma impropriamente - la prima rappresentazione di un progetto culturale. Le anteprime di spettacoli teatrali, musicali o altre rappresentazioni possono diventare occasione d'affari, attraendo una larga fetta della mondanità e l'attenzione dei media. A volte, le anteprime possono comprendere delle sfilate sul tappeto rosso. Alle anteprime dei film sono spesso presenti gli attori principali che recitano in quel film. La parola francese première si riferisce a questo tipo di evento.

## Tipologia
Le anteprime "mondiali" sono le prime rappresentazioni fatte in assoluto; quelle regionali o nazionali possono indicare la prima rappresentazione (o proiezione, nel caso di film) in un certo paese. I film a volte vengono proiettati per la prima volta durante i film festival e successivamente distribuiti alle sale cinematografiche.
In campo televisivo, la prima visione è la prima trasmissione di un programma televisivo su un certo canale; la prima visione assoluta è la prima trasmissione fatta in assoluto. Le successive trasmissioni possono avvenire in syndication e in replica.